# Mechell
Mechell är en community i Storbritannien.   Den ligger på ön Anglesey i kommunen Isle of Anglesey och riksdelen Wales, i den sydvästra delen av landet, 400 km nordväst om huvudstaden London. 
Det största samhället i Mechell är Llanfechell (cirka 600 invånare). Bland de övriga byarna finns Tregele, Llanfflewyn, Mynydd Mechell, Bodewryd, Rhosbeirio och Carreglefn.  